# بطولة تونس لألعاب القوى 2007
بطولة تونس لألعاب القوى 2007 هو الدورة 52 من بطولة تونس لألعاب القوى.

فاز بهذا الموسم النادي الرياضي للحرس الوطني.

## روابط خارجية
- الموقع الرسمي للجامعة التونسية لألعاب القوى.